# Zelandotipula septemlineata
Zelandotipula septemlineata is een tweevleugelige uit de familie langpootmuggen (Tipulidae). De soort komt voor in het Neotropisch gebied.